# Dusnok, Bács-Kiskun
Dusnok (în slovacă Dušnok) este un sat în districtul Kalocsa, județul Bács-Kiskun, Ungaria, având o populație de 3.118 locuitori (2011).

## Demografie
Componența etnică a satului Dusnok
     Maghiari (79,78%)
     Croați (16,62%)
     Germani (1,54%)
     Romi (1,23%)
     Necunoscut (0,49%)
     Sârbi (0,34%)
     Alții (0,49%)
Componența confesională a satului Dusnok
     Romano-catolici (75,24%)
     Fără religie (1,7%)
     Necunoscută (21,81%)
     Alte religii (2,31%)
Conform recensământului din 2011, satul Dusnok avea 3.118 locuitori. Din punct de vedere etnic, majoritatea locuitorilor (79,78%) erau maghiari, existând și minorități de croați (16,62%), germani (1,54%) și romi (1,23%). Apartenența etnică nu este cunoscută în cazul a 0,49% din locuitori.  Din punct de vedere confesional, majoritatea locuitorilor (75,24%) erau romano-catolici, cu o minoritate de persoane fără religie (1,7%). Pentru 21,81% din locuitori nu este cunoscută apartenența confesională.